# Заслужений лісівник України
Заслу́жений лісівни́к Украї́ни  — державна нагорода України — почесне звання України, яке надається Президентом України відповідно до Закону України «Про державні нагороди України». Згідно з Положенням про почесні звання України від 29 червня 2001 року, це звання присвоюється:
|  | працівникам лісового господарства за вагомий особистий внесок у розвиток галузі, досягнення високих показників у праці, високу професійну майстерність |

## Історія нагороди
- 28 вересня 1992 року Президія Верховної Ради України постановила погодитися з пропозицією Комісії Верховної Ради України у питаннях екології та раціонального природокористування про встановлення в Україні почесного звання «Заслужений лісівник України» і внести проєкт Закону України з цього питання на розгляд Верховної Ради України.[1]
- 27 лютого 1995 року Президія Верховної Ради України вирішила зняти з розгляду ряд проєктів законодавчих актів, що втратили актуальність або прийняття яких на той час не викликалося необхідністю, у тому числі проєкт Постанови Верховної Ради України про встановлення почесного звання «Заслужений лісівник України».[2]
- 17 вересня 1999 року Президент України Л. Д. Кучма Указом № 1191/99 встановив відзнаку Президента України — почесне звання «Заслужений лісівник України».[3]
- 30 жовтня 1999 року Указом Президента України № 1412/99 були затверджені Положення про відзнаку, Опис нагрудного знака та зразок посвідчення.[4]
- 16 березня 2000 року Верховна Рада України прийняла Закон України «Про державні нагороди України», у якому була встановлена державна нагорода України — почесне звання «Заслужений лісівник України». Було установлено, що дія цього Закону поширюється на правовідносини, пов'язані з нагородженням осіб, нагороджених відзнаками Президента України до набрання чинності цим Законом; рекомендовано Президентові України привести свої укази у відповідність із цим Законом.[5]
- 29 червня 2001 року Указом Президента України № 476/2001 було затверджене Положення про почесні звання України та Опис нагрудного знака до почесного звання; укази № 1191/99 та № 1412/99 були визнані такими, що втратили чинність.[6]

## Заслужений лісовод УРСР
4 грудня 1958 року Указом Президії Верховної Ради Української РСР було встановлено почесне звання Заслужений лісовод Української РСР для спеціалістів лісового господарства, які домоглися визначних успіхів у розвитку лісоводства. Це звання проіснувало до 15 листопада 1988 року, коли воно було скасовано Указом Президії Верховної Ради Української РСР «Про внесення змін у систему почесних звань Української РСР»; згідно з указом, звання зберігало свою силу для осіб, яким воно було присвоєно до його видання.